# Forcipomyia geniflava
Forcipomyia geniflava är en tvåvingeart som beskrevs av Tokunaga 1959. Forcipomyia geniflava ingår i släktet Forcipomyia och familjen svidknott. Inga underarter finns listade i Catalogue of Life.